# Lae Bangun
Lae Bangun is een bestuurslaag in het regentschap Aceh Singkil van de provincie Atjeh, Indonesië. Lae Bangun telt 551 inwoners (volkstelling 2010).